# 5kMiles
5kMiles — музичний проєкт утворений наприкінці 2016 року Володимиром Новіковим та Ігорем Озарко. Вони здобули популярність в Україні після видання свого дебютного альбому, «Walking in Circles». Всі учасники гурту народились в Україні, та згодом емігрували до США.

## Історія
Володимир Новіков та Ігор Озарко, були учасниками популярного українського гурту Фліт. Впродовж їх кар'єри гуртом видані три студійні альбоми, два DVD, та відіграні більш як 500 концертів по всьому світу.
Після переїзду до США та тривалої перерви у творчості Володимир і Ігор створили гурт під назвою 5kMiles. У грудні 2016 Роман Бойко приєднався до гурту як бас-гітарист та бек-вокаліст.
29 липня гурт «5kMiles» оприлюднив кліп на пісню «Walking in Circles» з однойменного альбому, який має вийти незабаром. 14 листопада було видано музичне відео на пісню «Stop It».
19 грудня 2017 року гурт видав альбом «Walking in Circles», до альбому увійшли 9 пісень. Це англомовна версія (перевидання) пісень гурту Фліт.
У 2018 році учасники проєкту офіційно повертаються у гурт FliT. Альбом «Walking in Circles» перевидається вже з новою назвою.

## Склад гурту
- Володимир Новіков — вокал, гітара (2016—2018)
- Ігор Озарко — ударні, бек-вокал (2016—2018)
- Роман Бойко — бас-гітара, бек-вокал (2016—2018)

Тимчасові учасники
- Стів Ларсен
- Кевін Мкколлум

## Вплив
Учасники гурту вважають, що на них вплинули такі гурти, як Bad Religion, NOFX, The Offspring, Green Day, Rise Against, Foo Fighters, Stone Sour.

## Дискографія

### Студійні альбоми
- «Walking in Circles» (2017)

### Сингли
- «Walking in Circles» (29 липня 2017)

## Музичні відео
| Дата              | Назва пісні          | Режисер(и)        | Альбом             |
| ----------------- | -------------------- | ----------------- | ------------------ |
| 29 липня 2017     | «Walking in Circles» | Сергій Єгоров     | Walking in Circles |
| 15 листопада 2017 | «Stop It»            | Олександр Кузякін | Walking in Circles |
| 6 березня 2018    | «Wait Till Morning»  | Роман Бойко       | Walking in Circles |